# Jerzy Świrski
Jerzy Włodzimierz Świrski (5. dubna 1882 Kališi – 12. června 1959 Londýn) byl polský viceadmirál.

## Život
Narodil se dne 5. května 1882 v Kališi. V mládí sloužil v Ruském námořnictvu. V roce 1919 vstoupil do polského námořnictva. V roce 1931 byl povýšen na kontradmirála. Za druhé světové války byl povýšen v roce 1941 na viceadmirála. Po válce zůstal v emigraci a zemřel v roce 1959 v Londýně.